# 1901 в Україні

## Пам'ятні дати та ювілеї
- 600 років з часу початку правління Юрія І Львовича, що об'єднав під своєю владою всі землі Галицько-Волинської держави у 1301 році.
- 250 років з часу битви під Берестечком 18-30 червня 1651 року.
- 250 років з часу укладення Білоцерківського мирного договору 18 вересня 1651 року.
- 150 років з часу утворення гетьманом Кирилом Розумовським придворного театру в Глухові у 1751 році.
- 100 років з часу отримання Києво-Могилянською колегією статуса академії за указом московського царя Петра І[1].
- 50 років з часу розпуску австрійським урядом Головної Руської Ради у 1851 році.

### Видатних особистостей
- 700 років з часу народження Данила Галицького, галицько-волинського князя у 1201 році.
- 600 років з часу смерті Лева Даниловича (сина Данила Галицького) у 1301 році.
- 200 років з часу народження Василя Григоровича-Барського, українського православного письменника та мандрівника у 1701 році.
- 200 років з часу смерті Івана Величковського, українського письменника, поета, священика у 1701 році.

## Події
- Створено «Ревізійний союз українських кооператив».
- Початок масових селянських виступів у Харківській губернії.
- 11 січня — опубліковано розпорядження царського уряду про віддання в солдати 183 студентів Київського університету за участь у революційному русі.

## Особи

### Народились
- 8 січня — Микола Миколайович Гришко, український вчений, ботанік, селекціонер, генетик, академік († 1964).
- 8 січня — Владко Володимир, український письменник-фантаст († 1974).
- 14 січня — Василь Ільїн, український мовознавець, педагог († 1963).
- 17 січня — Григорій Епік, український письменник, публіцист, перекладач, представник «Розстріляного Відродження», репресований († 1937).
- 18 січня — Лукія Гумецька, українська вчена, мовознавець († 1988).
- 2 лютого — Підмогильний Валер'ян (Валеріян) Петрович, український письменник, прозаїк доби Розстріляного відродження († 1937).
- 3 лютого — Іван Буланкін, український вчений, біохімік, академік († 1960).
- 12 лютого — Іван Юхимович Сенченко, український письменник (†1975).
- 23 лютого — Леонід Перфецький, військовий діяч, художник, учасник боротьби за незалежність України у ХХ столітті († 1977).
- 16 березня – Борис Бутник-Сіверський, український мистецтвознавець († 1983).
- 19 квітня – Микола Рокицький, український художник († 1944).
- 30 квітня – Саймона Кузнеця, економіст, лауреат Нобелівської премії, який навчався в Україні († 1985).
- 26 травня — Грабовський Борис Павлович, український фізик, творець електронної системи передачі на відстань рухомого зображення († 1966).
- 17 вересня — Глущенко Микола Петрович, український радянський художник (автор портретів і краєвидів), радянський розвідник (псевдо «Ярема») († 1977).

## Засновані, створені
- 18 вересня — Митрополитом Андреєм Шептицьким було освячено церкву Святої Трійці в Білому Камені на Тернопільщині.
- закінчено будівництво та освячено Свято-Благовіщенський кафедральний собор у Харкові — найбільший кафедральний собор Східної Європи (будувався з 1888 року).
- закінчено будівництво Свято-Миколаївської церкви в Роздільній.
- залізнична станція Бурлук.
- Абазівка (станція)
- 1-й Український козацький кінно-учбовий полк
- Аптека-музей в Рашівці